# 茨城県幼稚園一覧
茨城県幼稚園一覧（いばらきけんようちえんいちらん）は、茨城県の幼稚園の一覧。

## 国立幼稚園
- 茨城大学教育学部附属幼稚園

## 公立幼稚園

### 石岡市
- 石岡市立東幼稚園

### 潮来市
- 潮来市立津知幼稚園
- 潮来市立延方幼稚園
- 潮来市立うしぼり幼稚園

### 稲敷市
- 稲敷市立江戸崎幼稚園
- 稲敷市立新利根幼稚園
- 稲敷市立桜川幼稚園
- 稲敷市立みのり幼稚園
- 稲敷市立ゆたか幼稚園

### 牛久市
- 牛久市立第一幼稚園
- 牛久市立第二幼稚園

### 小美玉市
- 小美玉市立小川幼稚園
- 小美玉市立野田幼稚園
- 小美玉市立吉影幼稚園
- 小美玉市立橘幼稚園
- 小美玉市立竹原幼稚園
- 小美玉市立堅倉幼稚園
- 小美玉市立納場幼稚園
- 小美玉市立羽鳥幼稚園
- 小美玉市立玉里幼稚園

### 笠間市
- 笠間市立笠間幼稚園
- 笠間市立稲田幼稚園

### 鹿嶋市
- 鹿嶋市立第一幼稚園
- 鹿嶋市立第二幼稚園
- 鹿嶋市立第三幼稚園
- 鹿嶋市立第四幼稚園
- 鹿嶋市立第五幼稚園
- 鹿嶋市立はまなす幼稚園

### 神栖市
- 神栖市立うずも幼稚園
- 神栖市立大野原幼稚園
- 神栖市立若松幼稚園
- 神栖市立明神幼稚園
- 神栖市立矢田部幼稚園
- 神栖市立植松幼稚園
- 神栖市立須田幼稚園
- 神栖市立石神幼稚園

### 北茨城市
- 北茨城市立中郷幼稚園
- 北茨城市立華川幼稚園

### 桜川市
- 桜川市立坂戸幼稚園
- 桜川市立まかべ幼稚園
- 桜川市立やまと幼稚園

### 下妻市
- 下妻市立ちよかわ幼稚園
- 下妻市立大宝幼稚園
- 下妻市立騰波ノ江幼稚園
- 下妻市立上妻幼稚園
- 下妻市立豊加美幼稚園
- 下妻市立高道祖幼稚園

### 常総市
- 常総市立御城幼稚園
- 常総市立豊田幼稚園
- 常総市立玉幼稚園
- 常総市立岡田幼稚園
- 常総市立飯沼幼稚園

### 高萩市
- 高萩市立秋山幼稚園
- 高萩市立松岡幼稚園
- 高萩市立第一幼稚園
- 高萩市立東幼稚園

### 筑西市
- 筑西市立明野幼稚園
- 筑西市立関城幼稚園
- 筑西市立協和幼稚園

### つくば市
- つくば市立吾妻幼稚園
- つくば市立桜幼稚園
- つくば市立桜南幼稚園
- つくば市立高崎幼稚園
- つくば市立上郷幼稚園
- つくば市立岩崎幼稚園
- つくば市立島名幼稚園
- つくば市立竹園西幼稚園
- つくば市立竹園東幼稚園
- つくば市立筑波幼稚園
- つくば市立手代木南幼稚園
- つくば市立並木幼稚園
- つくば市立二の宮幼稚園
- つくば市立東幼稚園
- つくば市立真瀬幼稚園
- つくば市立松代幼稚園
- つくば市立谷田部幼稚園
- つくば市立大穂幼稚園

### つくばみらい市
- つくばみらい市立すみれ幼稚園
- つくばみらい市立わかくさ幼稚園
- つくばみらい市立谷和原幼稚園

### 土浦市
- 土浦市立土浦幼稚園
- 土浦市立大岩田幼稚園
- 土浦市立都和幼稚園
- 土浦市立第二幼稚園
- 土浦市立新治幼稚園

### 取手市
- 取手市立藤代幼稚園

### 那珂市
- 那珂市立横堀幼稚園
- 那珂市立額田幼稚園
- 那珂市立菅谷幼稚園
- 那珂市立菅谷西幼稚園
- 那珂市立五台幼稚園
- 那珂市立戸多幼稚園
- 那珂市立芳野幼稚園
- 那珂市立木崎幼稚園

### 行方市
- 行方市立太田幼稚園
- 行方市立麻生幼稚園
- 行方市立北浦幼稚園
- 行方市立玉造幼稚園
- 行方市立玉川幼稚園
- 行方市立現原幼稚園
- 行方市立手賀幼稚園

### 坂東市
- 坂東市立猿島幼稚園

### 日立市
- 日立市立会瀬幼稚園
- 日立市立宮田幼稚園
- 日立市立滑川幼稚園
- 日立市立中小路幼稚園
- 日立市立河原子幼稚園
- 日立市立根道丘幼稚園
- 日立市立南高野幼稚園
- 日立市立水木幼稚園
- 日立市立大沼幼稚園
- 日立市立金沢幼稚園
- 日立市立塙山幼稚園
- 日立市立田尻幼稚園
- 日立市立豊浦幼稚園
- 日立市立中里幼稚園
- 日立市立櫛形幼稚園
- 日立市立高鈴幼稚園

### 常陸太田市
- 常陸太田市立太田進徳幼稚園
- 常陸太田市立のぞみ幼稚園
- 常陸太田市立幸久幼稚園
- 常陸太田市立世矢幼稚園
- 常陸太田市立金郷幼稚園
- 常陸太田市立久米幼稚園
- 常陸太田市立郡戸幼稚園
- 常陸太田市立水府幼稚園
- 常陸太田市立里美幼稚園

### 常陸大宮市
- 常陸大宮市立大宮幼稚園
- 常陸大宮市立美和幼稚園
- 常陸大宮市立おがわ幼稚園
- 常陸大宮市立御前山幼稚園

### ひたちなか市
- ひたちなか市立磯崎幼稚園
- ひたちなか市立平磯幼稚園
- ひたちなか市立那珂湊第一幼稚園
- ひたちなか市立那珂湊第二幼稚園
- ひたちなか市立那珂湊第三幼稚園
- ひたちなか市立高野幼稚園
- ひたちなか市立佐野幼稚園
- ひたちなか市立市毛幼稚園
- ひたちなか市立勝倉幼稚園
- ひたちなか市立東石川幼稚園

### 鉾田市
- 鉾田市立鉾田幼稚園
- 鉾田市立鉾田北幼稚園
- 鉾田市立串挽幼稚園
- 鉾田市立旭幼稚園
- 鉾田市立つばさ幼稚園

### 水戸市
- 水戸市立飯富幼稚園
- 水戸市立石川幼稚園
- 水戸市立稲荷第一幼稚園
- 水戸市立稲荷第二幼稚園
- 水戸市立梅が丘幼稚園
- 水戸市立大場幼稚園
- 水戸市立吉田が丘幼稚園
- 水戸市立上大野幼稚園
- 水戸市立国田幼稚園
- 水戸市立鯉渕幼稚園
- 水戸市立五軒幼稚園
- 水戸市立寿幼稚園
- 水戸市立酒門幼稚園
- 水戸市立下大野幼稚園
- 水戸市立城東幼稚園
- 水戸市立千波幼稚園
- 水戸市立妻里幼稚園
- 水戸市立常盤幼稚園
- 水戸市立浜田幼稚園
- 水戸市立見川幼稚園
- 水戸市立緑岡幼稚園
- 水戸市立柳河幼稚園
- 水戸市立山根幼稚園
- 水戸市立千波幼稚園

### 結城市
- 結城市立玉岡幼稚園

### 稲敷郡
- 美浦村立美浦幼稚園
- 河内町立河内第一幼稚園

### 久慈郡
- 大子町立大子幼稚園

### 那珂郡
- 東海村立石神幼稚園
- 東海村立村松幼稚園
- 東海村立舟石川幼稚園
- 東海村立須和間幼稚園
- 東海村立宿幼稚園

### 東茨城郡
- 茨城町立長岡幼稚園
- 茨城町立大戸幼稚園
- 茨城町立沼前幼稚園
- 大洗町立祝町幼稚園
- 大洗町立夏海幼稚園
- 城里町立常北幼稚園

## 私立幼稚園

### 石岡市
- 石岡幼稚園
- 柏原幼稚園
- 国分寺幼稚園
- 府中幼稚園
- ばらき台幼稚園
- 善隣幼稚園
- 星の宮幼稚園
- 八郷幼稚園
- 八郷第二幼稚園

### 潮来市
- 慈母幼稚園
- 潮来幼稚園

### 稲敷市
- 江戸崎みどり幼稚園
- ルンビニ幼稚園

### 牛久市
- こばと幼稚園
- 牛久幼稚園
- ひたち野牛久幼稚園
- フレンド幼稚園
- 牛久文化幼稚園

### 小美玉市
- ルンビニー学園幼稚園
- 美野里幼稚園

### 笠間市
- こじか幼稚園
- あゆみ幼稚園
- ともべ幼稚園
- すみれ幼稚園
- さくら幼稚園
- 岩間第一幼稚園
- ドレミ幼稚園

### 鹿嶋市
- 鹿島幼稚園
- 子鹿幼稚園

### かすみがうら市
- 神立幼稚園
- くりのみ自然幼稚園

### 神栖市
- 平泉幼稚園

### 北茨城市
- いそはら幼稚園
- 旭幼稚園
- 杉の子幼稚園
- 誠之会幼稚園

### 古河市
- 古河幼稚園
- フレーベル幼稚園
- 共立幼稚園
- 古河白梅幼稚園
- くくや台幼稚園
- 古河文化幼稚園
- ひまわり幼稚園
- ゆりかご幼稚園
- 総和白菊幼稚園
- 総和第一幼稚園
- 三田幼稚園
- 総和文化幼稚園
- こもりや幼稚園
- ひかり幼稚園
- しらゆり幼稚園
- ルリ幼稚園
- 諸川めぐみ幼稚園
- こまごめ幼稚園
- 認定こども園なさき
- 認定こども園さんわ
- ひいらぎ幼稚園

### 桜川市
- 星の宮幼稚園

### 下妻市
- 下妻小友幼稚園
- 下妻いずみ幼稚園
- ふたば文化幼稚園

### 常総市
- 二葉幼稚園
- 水海道幼稚園
- きぬ幼稚園
- 石下幼稚園

### 高萩市
- キリスト教聖児幼稚園高萩分園

### 筑西市
- 下館幼稚園
- いずみ幼稚園
- 下館聖母幼稚園
- 英光幼稚園
- 西方いずみ幼稚園
- 中館幼稚園
- 和光幼稚園

### つくば市
- 栄幼稚園
- 豊里もみじ幼稚園
- 筑波枝光学園幼稚園
- 吉沼幼稚園
- アカデミア幼稚園
- あおば台第二幼稚園
- いなほ幼稚園
- みのり幼稚園
- 成蹊幼稚園

### つくばみらい市
- 絹ふたば文化幼稚園

### 土浦市
- 土浦聖母幼稚園
- もみじ幼稚園
- 土浦日本大学高等学校附属幼稚園
- 天川幼稚園
- もみじ第二幼稚園
- 中央幼稚園
- 白帆幼稚園
- まなべ幼稚園
- 土浦みどり幼稚園
- あおば台幼稚園
- まなべすみれ幼稚園
- 新学幼稚園
- 中村白百合幼稚園
- エンゼルスポーツ幼稚園
- ひたち学院幼稚園
- つくば国際短期大学附属幼稚園

### 取手市
- チューリップ幼稚園
- 白山幼稚園
- 取手幼稚園
- あづま幼稚園
- 戸頭幼稚園
- 取手ふたば文化幼稚園
- めぐみ幼稚園
- みどりが丘幼稚園
- チューリップ第二幼稚園
- つつみ幼稚園
- 光風台幼稚園

### 那珂市
- 大成学園幼稚園
- ナザレ幼稚園
- 茨城済生幼稚園

### 行方市
- のぞみ幼稚園

### 坂東市
- 若草明徳幼稚園

### 日立市
- 二葉幼稚園
- 茨城キリスト教聖児幼稚園
- 茨城キリスト教聖児幼稚園日立分園
- 石内幼稚園
- 多賀二葉幼稚園
- 日高幼稚園
- 池の川幼稚園
- 諏訪かおる幼稚園
- 三つ葉幼稚園
- 大久保幼稚園
- 東成沢幼稚園
- もみや幼稚園
- めぐみが丘幼稚園
- 三つ葉第二幼稚園
- すけ川幼稚園
- 十王幼稚園

### 常陸大宮市
- 若草幼稚園

### ひたちなか市
- 勝田第一幼稚園
- 勝田第二幼稚園
- はなのわ幼稚園
- 栄光幼稚園
- 明成幼稚園
- 明成田彦幼稚園

### 水戸市
- 愛恩幼稚園
- 水戸幼稚園
- 聖母幼稚園
- 赤塚幼稚園
- 愛宕幼稚園
- 少友幼稚園
- 渡里幼稚園
- みどり幼稚園
- 大塚ひのまる幼稚園
- 河和田幼稚園
- 常磐大学幼稚園
- 平須幼稚園
- リリー幼稚園
- 吉田幼稚園
- あさひ幼稚園
- リリーの森幼稚園

### 守谷市
- 守谷ひかり幼稚園
- 守谷ひばり幼稚園
- 守谷わかば幼稚園
- みずき野幼稚園
- 守谷二三ヶ丘幼稚園
- 守谷幼稚園

### 結城市
- 富士見幼稚園
- 結城ひかり幼稚園
- つくば幼稚園

### 龍ケ崎市
- 竜ヶ崎幼稚園
- 竜ヶ崎愛宕幼稚園
- 龍ヶ崎文化幼稚園
- 富士見幼稚園
- 竜ヶ崎みどり幼稚園
- 板橋幼稚園
- 北竜台ふたば文化幼稚園
- めばえ幼稚園
- 愛友幼稚園

### 稲敷郡
- 荒川沖幼稚園
- ふたば幼稚園
- 阿見みどり幼稚園
- 阿見幼稚園
- みほ白帆幼稚園

### 北相馬郡
- 利根二葉幼稚園
- 利根大和幼稚園

### 猿島郡
- 五霞第一幼稚園
- 五霞幼稚園
- 境杉の子幼稚園
- せいしょう幼稚園
- キリスト愛児幼稚園
- はなぶさ幼稚園

### 那珂郡
- みぎわ幼稚園

### 東茨城郡
- いばらき幼稚園
- 正美幼稚園
- 桂幼稚園

### 結城郡
- 八千代ひかり幼稚園
- たちばな幼稚園
- 八千代中央幼稚園